# Угода СОТ про спрощення процедур торгівлі
Угода СОТ про спрощення процедур торгівлі (УСПТ)

## Історія
07.12.2013 було завершено переговори щодо Угоди СОТ про спрощення процедур торгівлі (УСПТ) в складі так званого «Балійського пакету» .
14.08.2014. Україною здійснено нотифікацію окремих заходів УСПТ (по категорії А).
27.11.2014. УСПТ була відкрита для прийняття членами СОТ.
04.11.2015. Україна ратифікувала УСПТ – Закон України «Про ратифікацію Протоколу про внесення змін до Марракеської угоди про заснування Світової організації торгівлі» (від 04.11.15 № 745-VIII).
Фактами підписання та ратифікації УСПТ Україна підтвердила взяття на себе зобов'язань, що містяться в УСПТ, і готовність до їх реалізації на практиці з моменту набуття чинності цієї угодою.

## Зобов'язання
Зобов'язання, що містяться в УСПТ, умовно поділяються за типами, які випливають з контексту кожного заходу:
- «Буде» («Shall») – зі змісту заходу не випливає додаткових умов та альтернатив для втілення в національну практику;
- «Може» («May») – зміст заходу або в цілому є альтернативою чомусь (переважно, національній практиці), не вказаному в УСПТ, або містить певний набір альтернатив, з яких належить здійснювати вибір;
- «Заохочується» («Encouraged to») – зміст заходу формулюється як бажане для усіх підписантів УСПТ, але, ймовірно, поки що недосяжне для окремих підписантів;
- «Буде, якщо» («Shall subject to») – у змісті заходу містяться певні попередні умови (як правило, у формі «якщо доцільно», «за необхідності»), визнанням яких «активується» сам захід;
- «У відповідності з» («Consistent with») – допускається можливість відхилення від змісту заходу, якщо таке відхилення обумовлене національним законодавством або іншими міжнародними актами.

Умови реалізації зобов'язань, що містяться в УСПТ, поділяються за категоріями, які держава-член СОТ має визначати самостійно, виходячи зі своєї спроможності та можливостей:
- Категорія A – положення, які країна-Член, що розвивається, або найменш розвинена країна-Член визначає для виконання безпосередньо після набрання чинності цією Угодою або, у випадку найменш розвиненої країни-Члена, протягом одного року з моменту набрання чинності Угодою.
- Категорія B – положення, які країна-Член, що розвивається, або найменш розвинена країна-Член визначає для застосування в певну дату після завершення перехідного періоду, що слідує за набранням чинності цією Угодою.
- Категорія C – положення, які країна-Член, що розвивається, або найменш розвинена країна-Член визначає для застосування в певну дату після завершення перехідного періоду, що настає після набрання чинності цією Угодою, і потребує нарощування потенціалу для впровадження через надання допомоги та підтримки для нарощування потенціалу.

Є два стани, в яких перебуватимуть країни-члени СОТ відносно цієї угоди:
Перший – з моменту набуття чинності УСПТ:
- по заходах, нотифікованих за категорією А – відразу забезпечується стан відповідності законодавства і практики вимогам, викладеним в заходах;
- по заходах, нотифікованих за категоріями В, С – конкретизувати дати, починаючи з яких країна забезпечуватиме стан відповідності законодавства і практики вимогам, викладеним в заходах.

Другий – після дати реалізації останнього (за часом) заходу, нотифікованого за категорією В чи С:
- по всіх заходах УСПТ забезпечується стан відповідності законодавства і практики вимогам, викладеним в заходах.

Другий стан можна характеризувати як стан повної імплементації норм УСПТ в національне законодавство і практику.
Метою досягнення Україною першого стану було обумовлено відповідне дослідження, яке протягом 2015 року проводилося в Україні в рамках проекту ЄЕК ООН.
Загальними висновками цього дослідження стала констатація неготовності України як до імплементації УСПТ в цілому, так і до імплементації окремих заходів з числа нотифікованих Україною за категорією А. Були також підготовлені пропозиції щодо нотифікації заходів УСПТ за категоріями В, С 
.
Результати дослідження, після їх ретельного обговорення на тематичних міжнародних семінарах (як приклад – за посиланням http://singlewindow.org/events/37?lang=ukr) та засіданнях Міжвідомчої робочої групи зі спрощення процедур міжнародної торгівлі та логістики, були передані Міністерству економічного розвитку і торгівлі для врахування при підготовці необхідних урядових рішень.
Станом на серпегь 2016 майже відсутні ознаки, які б свідчили про використання органами державної влади результатів згаданого дослідження з тим, щоб Україна, з набуттям чинності УСПТ, виглядала належним чином серед інших країн-членів СОТ.

## Стан імплементації в Україні
Зобов'язання щодо публікацій, доступності інформації, можливості надання коментарів, консультацій містяться у шести пунктах статей 1, 2 УСПТ.
Два з цих пунктів (п. 1 «Опублікування» та п. 2 «Інформація, доступна через Інтернет» статті 1 УСПТ) вже нотифіковані Україною за категорією А. Тобто, по них з моменту набуття чинності УСПТ має відразу забезпечуватися стан відповідності законодавства і практики вимогам, викладеним в заходах.
Щодо шляхів досягнення такої відповідності були вироблені відповідні детальні рекомендації:
«7. Як перший крок у роботі з проблемних питань щодо заходів, про які вже надано повідомлення як про заходи категорії «A», відповідні відомства повинні визначити відповідну інформацію і, у співпраці з Міністерством економічного розвитку і торгівлі, підготувати перелік всієї інформації (закони, підзаконні акти, форми, документальні процедури і т. д.), визначеної в статті 1.1 Угоди. Цей перелік повинен включати місця публікації та, за наявності, URL розташування публікації в Інтернеті. Рекомендується розробити вебпортал з усією цією інформацією, який може стати частиною функціональності національного єдиного вікна, що буде створена в майбутньому».
Зміст сайту ДФС зазнає змін в напрямі досягнення формальної відповідності пунктам 1, 2 статті 1 УСПТ. Наприклад, перегляд розділу «Митна справа» інструменту «Інтерактивна мапа» дає підстави вважати, що ДФС приймає до уваги результати згаданого дослідження та обговорень.
Але таких змін явно недостатньо для досягнення стану, що випливає з позиції (а) підпункту 2.1 пункту 2 статті 1 УСПТ:
«опис [...], який інформує […] про практичні кроки, необхідні для імпортування, експортування і транзиту». 
Пункти 1, 2 статті 2 «Можливість надання коментарів, інформування до набрання чинності та консультації» УСПТ ще не нотифіковані Україною в жодній категорії. За результатами дослідження та проведених обговорень було запропоновано (виходячи з типу зобов'язання, відмінного від «Буде», та наявності в національній практиці формальних ознак відповідності) пункт 1 нотифікувати за категорією А, пункт 2 – за категорією В.
Дослідження містить коментарі стосовно відповідності змістовної (не формальної) сторони національної практики вимогам цих пунктів:
- До пункту 1 статті 2: «Доцільним буде прокоментувати, що норми, встановлені у статті 2.1 Угоди, застосовуються для всього національного законодавства України. Як позначення сегменту законодавства за ознакою, зовні схожою на застосовану в статті 2.1 Угоди («закони та нормативні акти загального застосування, які пов'язані з переміщенням, випуском та митним очищенням товарів, в тому числі транзитних товарів»), але більш широкою за сферою охоплення, в національному законодавстві України застосовується поняття «законодавство з питань державної митної справи».
- До пункту 2 статті 2: «Загальні механізми консультацій в Україні існують і діють. Однак, в основі цих механізмів лежать градації зацікавлених сторін «органи державної влади - громадськість» або «органи державної влади - суб'єкти господарської діяльності - громадяни». Трейдери мають можливість брати участь у консультаціях, але не за основною професійною ознакою, а за вторинними ознаками: виступаючи або представником громадських організацій, або суб'єктом господарської діяльності. Офіційно прийнятої практики групування іншої сторони консультацій в категорію «органи контролю на кордоні» (як у статті 2.2) в Україні немає».